# Annona (Texas)
Annona è una città degli Stati Uniti d'America, situata nello Stato del Texas, nella Contea di Red River.